# 日本サービスマナー協会
特定非営利活動法人日本サービスマナー協会（にほんサービスマナーきょうかい）は、日本のNPO法人。

## 概要
エアライン・ホテル・旅行・ブライダルなどの接客サービスが求められる業界の接客サービス研修から、一般企業の社員研修、大学生のための就職活動に向けたビジネスマナー教育などを通じて、相手先の企業担当者やお客様に喜ばれるサービスが提供できるような技能を多くの人たちが身に付けるための研修教育を提供する事を大きな目的としている。

## 主な活動実績
- 2008年
  - 5月 - 第1回接客サービスマナー検定[1]実施
    - 現在年4回、全国14会場で実施

  - 10月 - NPO法人の認証を受ける（本部大阪）
  - 12月 - フジテレビドラマ「メイちゃんの執事」のマナー指導を担当
- 2009年
  - 5月 - 東京・大阪にて2日間のマナー講師養成講座ビジネスマナー編を開始
  - 6月 - 接客サービスマナー検定過去問題集を出版
  - 9月 - 協会設立1年を迎えるにあたり10月30日を「マナーの日」[2]に制定・日本記念日協会に申請
  - 11月 - 清文社からマナー小冊子「会食のマナー」を発行
- 2010年
  - 6月 - インターネット受験「敬語力検定」[3]を開始
  - 7月 - 東京本部を東京都中央区銀座へ移転
- 2011年
  - 1月 - 東京にてコーチ養成講座を開始
  - 3月 - 大阪にてコーチ養成講座を開始
  - 10月 - 日本サービスマナー協会名古屋支部を設置
- 2012年
  - 11月 - 日本サービスマナー協会福岡支部を設置
- 2014年
  - 3月 - テレビ朝日「キス濱ラーニング3」でKis-My-Ft2のメンバーが接客サービスマナー検定を受験
  - 8月 - 日本サービスマナー協会福岡支部を福岡市中央区天神に移転
- 2015年
  - 2月 - メンタルヘルスアドバイザー認定講座、アサーティブコミュニケーター認定講座、ファシリテーター認定講座を新設
  - 12月 - 日本サービスマナー協会名古屋支部を名古屋市東区泉に移転
- 2016年
  - 3月 - インターネット受験「四字熟語検定」[4]、「略語検定」[5]を開始
  - 10月 - TBSドラマ「IQ246〜華麗なる事件簿〜」のマナー指導を担当
- 2017年
  - 2月 - テレビ朝日「中居正広の身になる図書館」のマナークイズ企画を監修
- 2018年
  - 4月 - TBSドラマ「花のち晴れ〜花男 Next Season〜」のマナー指導を担当
  - 7月 - 読売テレビ・日本テレビ「探偵が早すぎる」のマナー監修を担当

## 主な出版物
- 『人に好かれる大人のお作法』エイ出版社
- 『完全図解 仕事ができる！男のビジネスマナー』学研
- 『完全図解 愛される品格！女性のビジネスマナー』学研
- 『接客サービスマナー・ベーシックマニュアル』清文社
- 『使える！伝わる！敬語と言葉づかいマナーの便利帳』学研
- 『ビジネスメール例文辞典』技術評論社
- 『使える好かれる！ものの言い方伝え方マナー便利帳』学研
- 『誰とでも！うまくいく！会話のコツがわかる本』学研
- 『きちんと！伝わる！文章の書き方身につく便利帳』学研
- 『おつきあい・気くばりマナーの便利帳』学研
- 『見た目としぐさマナーの便利帳』学研
- 『大人の気づかい&マナーサクッとノート』永岡書店
- 『イラスト図解新社会人の教科書』学研
- 『仕事の基本とマナーでおもしろいほど評価が上がる本』あさ出版
- 『入社1年目で差がつく社会人の常識とマナー』ナツメ出版
- 『スキルとマナーが身につく社会人のルール』学研
- 『すぐ身につけたい大人の言葉づかいBOOK』成美堂出版